# Sawdust
Sawdust er det 3. album fra The Killers, udgivet i år 2007. Dette album er en sammensætning af genindspillede B-sider, sjældenheder, covers og remixes.

## Spor
Albummet består af følgende sange
1. "Tranquilize"
2. "Shadowplay"
3. "All The Pretty Faces"
4. "Leave The Bourbon On The Shelf"
5. "Sweet Talk"
6. "Under The Gun"
7. "Where The White Boys Dance"
8. "Show You How"
9. "Move Away"
10. "Glamorous Indie Rock & Roll"
11. "Who Let You Go?"
12. "The Ballad Of Michael Valentine"
13. "Ruby, Don't Take Your Love To Town (Live)"
14. "Daddy's Eyes"
15. "Sam's Town (Abbey Road Version, Live)
16. "Romeo And Juliet (Live)"
17. "Mr. Brightside (Jacques Lu Cont's Thin White Duke Remix)